# Piros (manzana)
Piros es una variedad cultivar de manzano (Malus domestica).
Criado en el Instituto de Investigación de Frutas, Dresde-Pillnitz, Alemania. Introducido en 1985. Las frutas son crujientes y jugosas con un sabor dulce y subacido.

## Historia
'Piros' es una variedad de manzana, desarrollado en el "Institut für Obstforschung" Dresde Pillnitz (Alemania) cruzando Helios x Apollo. Introducido en 1985.
'Piros' estuvo cultivada en la National Fruit Collection con el número de accesión: 1994-012 y Accession name: Piros actualmente no figura entre sus variedades cultivadas.

## Características

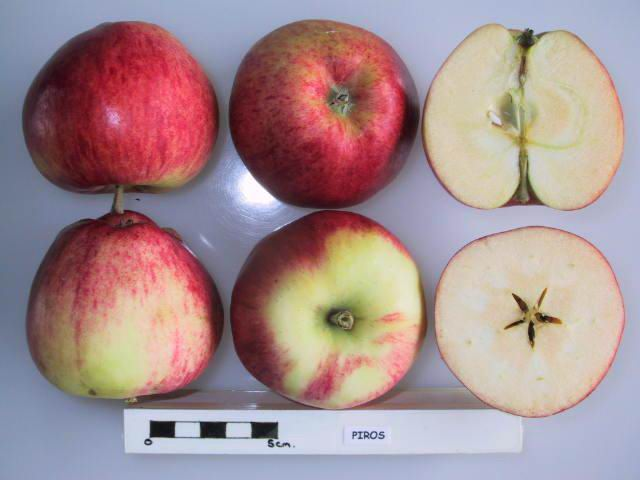
La manzana 'Piros' en secciones.

'Piros' tiene un tiempo de floración que comienza a partir del 18 de abril con el 10% de floración, para el 21 de abril tiene una floración completa (80%), y para el 3 de mayo tiene un 90% caída de pétalos.
'Piros' tiene un tamaño mediano; con forma cónica a redondo cónica; color base es amarillo verdoso, lavado rojo brillante en la cara expuesta al sol y marcado con un patrón de rayas rojas rotas que se desvanece en las superficies sombreadas, y "russeting" (pardeamiento áspero superficial que presentan algunas variedades) muy débil; ojo tamaño mediano y parcialmente abierto, ubicado en una cuenca poco profunda que está rodeada por una corona irregularmente nudosa; pedúnculo muy corto y de grosor medio, colocado en una cavidad muy estrecha y algo profunda; carne de color crema, crujiente. dulce tarta. Intensos aromas frutales.
Su tiempo de recogida de cosecha se inicia a finales de agosto. Almacenada en frío se mantiene un mes.

## Usos
'Piros' se come fresco, manzana de mesa, pero también es una buena manzana para cocinar.
Recomendada para el huerto familiar, conocida en el cultivo comercial de frutas en la actualidad.

## Ploidismo
Auto estéril. Grupo de polinización: D Día 12.